# Княжий палац у Монако
Княжий палац у Монако (фр. Palais de Monaco) — офіційна резиденція правителів Монако.

## Історичний огляд

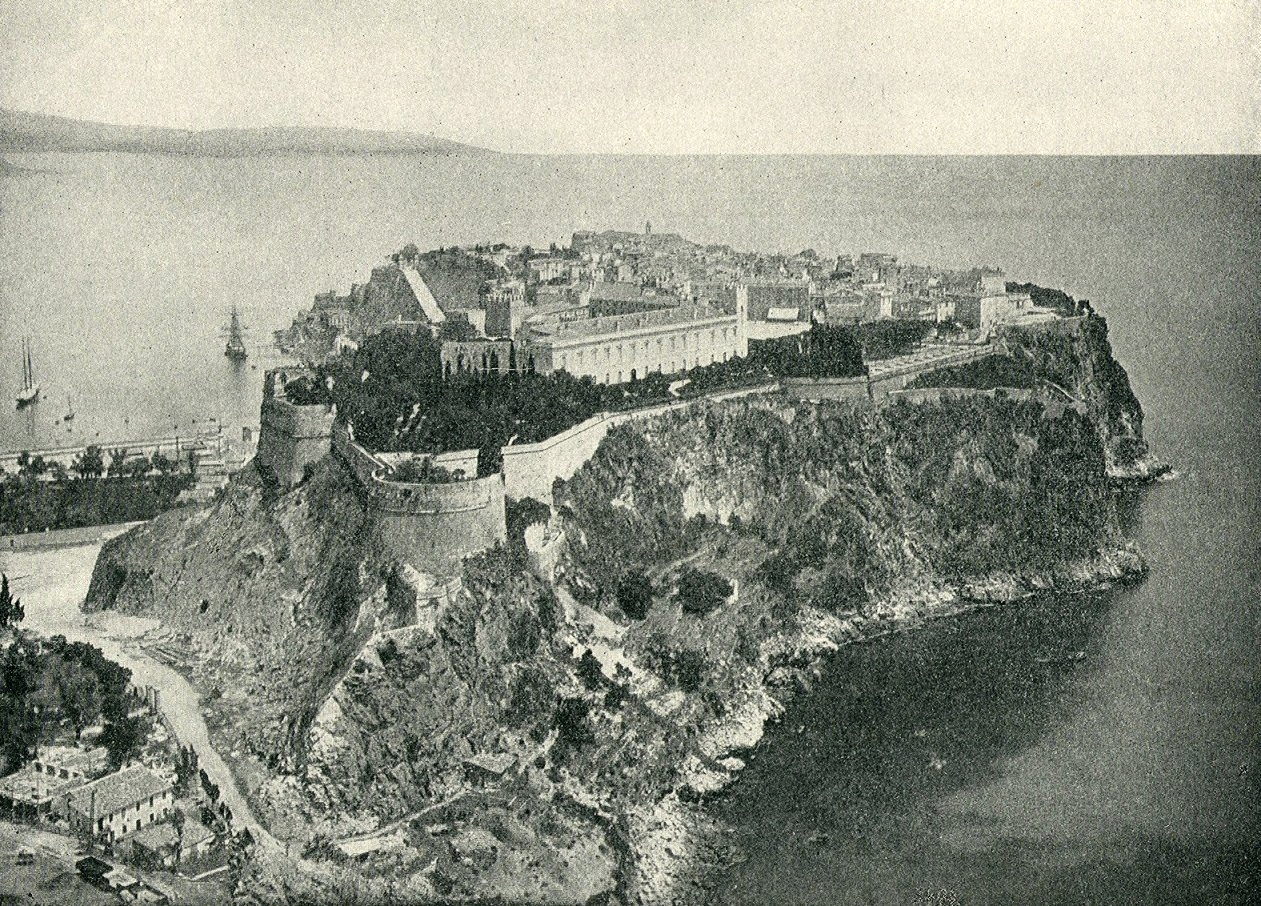
Княжий палац 1890 року. Суміш фасадів класичної архітектури й середньовічних укріплень.

Палац заснований як генуезька фортеця 1191 року, згодом багаторазово розширювався і перебудовувався. Починаючи з кінця XIII століття палац належить генуезькому роду Ґрімальді.
З 1297 року Ґрімальді правили як феодальні правителі, а з XVII століття як суверенні князі. Щоправда вони змушені були постійно перебувати у надійних дипломатичних відносинах зі своїми могутнішими сусідами.
Коли інші європейські государі будували розкішні палаци у ренесансному й бароковому стилі, політики й здоровий глузд вимагав, щоб палац був надійно укріпленим. Ця вимога сприяла тому, що палац в Монако став одним з найунікальніших архітектурних об'єктів у Європі. За іронією долі, коли його укріплення були, нарешті, послаблені наприкінці XVIII століття, фортеця була захоплена і розграбована французами, і зазнала занепаду. Водночас Ґрімальді були вислані на 20 років за межі князівства.
Унікальність палацу полягає ще в тому, що, на відміну від інших європейських правлячих сімей, Ґрімальді володіли своєю єдиною резиденцією протягом семи сторіч. Таким чином, доля і політичне становище князів Монако віддзеркалено в архітектурі палацу. У той час як Бурбони, Габсбурги й Романови зводили нові палаци, Ґрімальді могли хіба що добудувати нову вежу або крила, або, як вони робили найчастіше, перебудовували існуючу частину палацу. Таким чином, палац князя відображає історію не тільки Монако, а й сім'ї, яка 1997 року відзначала у палаці 700 років свого правління.

## Княжий палац

А: Вхід; B, C: Державні зали, подвійна лоджія і сходи; D: каплиця; E: басейн; F: вежа Всіх Святих; G: Серравалле; H: Південна вежа; К: Середня вежа; M: Вежа Святої Марії; N: Адміністративні й побутові будівлі.

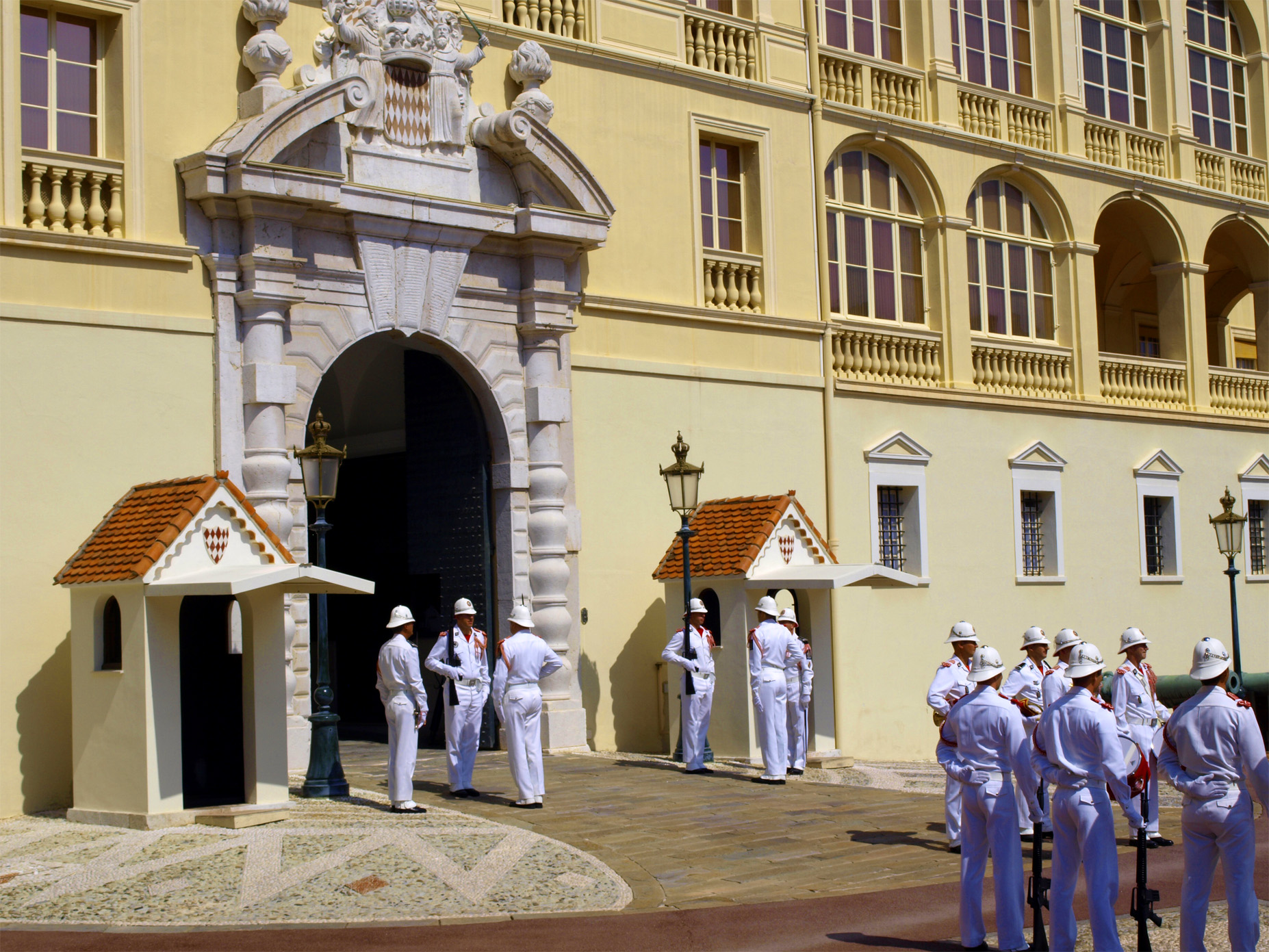
Зміна караулу.

У палаці проявляється суміш архітектурних стилів. На його давнє походження вказує відсутність симетрії. Головний фасад виглядає як тераса палаццо в стилі Відродження. Крила об'єднує загальний рустований перший поверх. За цією архітектурою, імовірно, маскуються старіші укріплення, вежі яких здіймаються за різними класичними фасадами. Ці вежі, більшість із зубцями, і машикулі переважно перебудовані у XIX столітті. У задній частині палацу середньовічні укріплення, здається, залишилися незайманими часом. Архітектурної гармонії було досягнуто після створення почесного подвір'я, навколо якого звели палац. Його аркади водночас служать як церемоніальний балкон для виступу князя й парадний вхід до палацу.
З багатьох кімнат найпомітніші державні зали. Вони були закладені у XVII столітті й розширені у версальському стилі XVIII столітті. У XIX столітті і наприкінці XX століття була проведена значна їх реконструкція.
Вони були задумані як анфілади й церемоніальний прохід до Тронної Зали. Процесії починаються з зовнішніх підковоподібних сходів, що ведуть від курдонера на ґанок, відомий як Галерея Геркулеса. Звідси гості входять до Дзеркальної Галереї, довгої зали, облаштованою за зразком Дзеркальної зали у Версалі.
Ця галерея з'єднана з першим державною залою, Офіційною Кімнатою, де гостей зустрічають придворні чиновники перед аудиторією з князем у Тронній Залі. З Офіційної Кімнати анфілади продовжуються Блакитною Кімнатою. Це велика вітальня, прикрашена синьою парчею, портретами сім'ї Ґрімальді і люстрою з муранського скла. Наступна кімната, найбільша з усіх — Тронна Зала. Її стелю розписав Ораціо де Феррарі. На фресці зображена капітуляція Олександра Македонського. Престол, у стилі ампір, розташований на узвишші під червоним шовковим балдахіном, увінчаним позолоченою короною. Підлоги з каррарського мармуру. Починаючи з XVI століття всі державні церемонії проходять у цій кімнаті.
Серед інших залів — Червона Кімната, стіни якої покриті червоною парчею, велика вітальня з картинами Яна Брейгеля і Шарля Лебрена. Як і більша частина палацу зала заставлена меблями у французькому стилі XVIII століття. Червона Кімната з'єднана з Кімнатою Йорка, спальнею. Ця кімната прикрашена фресками, розписаними Грегоріо де Феррарі. Наступна кімната відома як Жовта (або іноді, як Опочивальня Людовика XV).
Найпомітніша кімната — Зал Мазаріні. Ця вітальня оздоблена італійською позолотою і пофарбованими поліхромними браузерами (стіновими панелями). Над нею працювали майстри, привезені до Франції кардиналом Мазаріні, який був пов'язаний родинними зв'язками з Ґрімальді. Портрет кардинала Мазаріні висить над каміном.
У той час як на інтер'єрі палацу відбилась атмосфера XVIII століття, на самому палаці це не позначилось. Значна його частина є результат тривалої еволюції, починаючи з XII століття. Певні перетворення будівля зазнала під час значних відновлюваних робіт та модернізації протягом XIX і XX століть.